# ゆったり感
ゆったり感（ゆったりかん）は、かつて吉本興業東京本社（東京吉本）に所属していた日本のお笑いコンビ。2004年5月デビュー、NSC東京校9期出身。
2018年4月27日より徳島県那賀町観光大使、2019年5月より「あなたの街に住みますプロジェクト」にて東京都住みます芸人に任命された。
2023年4月11日、同月14日のライブを最後に解散することが発表された。解散後も各メンバーは芸人活動を継続する。

## メンバー
江崎 ばもん（えざき ばもん、1980年12月16日（44歳） - ）
ツッコミ担当。
徳島県阿南市出身、徳島県立富岡西高等学校・近畿大学商経学部卒業。
本名、江崎 隆文（えさき たかふみ）。旧芸名、江崎 峰史（読み同じ）。

中村 ひでゆき（なかむら ひでゆき、1981年3月12日（44歳） - ）
ボケ担当。
埼玉県大里郡寄居町出身、埼玉県立小川高等学校・駒澤大学経済学部商学科卒業。
本名及び旧芸名、中村 英将（読み同じ）。

## 逸話
コンビ
- コンビ名は、NSC時代に講師を務めていた木村祐一が名付けた[6]。
- M-1グランプリでは2008年から3年連続で準決勝進出。2010年大会は予選の結果が13位だったものの、決勝未経験者かつ敗者復活出場組では2番目の成績であった。ラストイヤーの2019年大会は準々決勝進出[7]。
- おぎやはぎの後継者と紹介されることが多く、実際に彼ら自身もおぎやはぎから影響を受けている[6]。
- きゃりーぱみゅぱみゅは2人の熱狂的なファンで、ライブなどにも頻繁に訪れていた。また、きゃりーぱみゅぱみゅの誕生日パーティーにも参加したことを自身のブログにて公開している[8]。

江崎
- 2021年9月、江崎がよしもと中尾班YouTube劇場での占いの結果を受けて現在の「江凸崎馬門」に改名[9]。

## 芸風
- 主に漫才。江崎が高い声、中村が落ち着いた声で展開する。
- 中村が様々な設定であいうえお作文を披露するネタがある。
- テンポの良いしゃべくり漫才を見たくりぃむしちゅーから「どこがゆったり感なんでしょうか」とツッコまれた。

## 出演

### テレビ
- 爆笑オンエアバトル（NHK総合）戦績0勝2敗 最高413KB
  - 2回目の出場（2008年5月15日放送回）で413KBと高得点だったが、惜しくも6位オフエアだった[10]。
- オンバト+（NHK総合）戦績4勝1敗 最高521KB
  - 第1回チャンピオン大会 9位敗退
- おはスタ（テレビ東京、『OHA調査隊』として出演）
- お笑いDynamite!（TBSテレビ）
- エンタの神様（日本テレビ）
- ヨシモト∞
- AGE AGE LIVE（Y∞Y動画）
- PLAY!AWA'S 〜美と笑いの大お見せ合いパーティ〜（GyaOバラエティチャンネル）
- 新しい波16（フジテレビ、2008年12月1日）
- 新春ホワイトカーペット（フジテレビ）
- ザ・イロモネア（TBSテレビ）
- 少年タカトシ（BSジャパン）※江崎のみ
- キャンパスナイトフジ（フジテレビ、2009年4月9日 - 2010年3月19日、レギュラー出演）
- 爆笑レッドシアター（フジテレビ、2009年5月20日、ホワイトシアターのコーナーに出演）
- 爆笑レッドカーペット（フジテレビ、2009年6月20日）
- ふくらむスクラム!!（フジテレビ、2009年9月8日）
- U・LA・LA@7（TOKYO MX、2010年1月12日、よしもとうららちゃんのコーナーに出演）
- GO! FES TV（テレビ東京、2010年2月18日）※江崎のみ
- アイドリング!!!（フジテレビワンツーネクスト、2010年3月、あっち向いてパイのコーナーに出演）
- フジ算（フジテレビ、2010年6月29日）
- 想像穴埋めバラエティ シャシンカン（テレビ静岡、2010年11月25日）
- AKIBA18エンタメTV（あっ!とおどろく放送局、2011年4月21日）
- U LA LA ナナパチ（TOKYO MX、2011年10月25日、「ななパチよしもと」コーナーに出演）

### ラジオ
- まるごとSUNDAY（2020年3月16日‐2021年3月28日、FM西東京）キャベツ確認中と隔週MC[11]
- 突撃!!お昼の学校!（2021年5月10日、FM西東京）中村のみ[12]

### ウェブ
- 街録ch〜あなたの人生、教えて下さい〜（YouTube番組、2021年）

### DVD
- 「ルミネtheよしもと 業界イチの青田買い2008秋」
- 「少年タカトシ」
- 「。ほっしゃんのすべらない話」※中村のみ
- 「ルミネtheよしもと ~業界イチの青田買い2010 SPECIAL~」
- 「人志松本のすべらない話 第24回大会」※中村のみ

## 賞レースの戦績
- M-1グランプリ2004 2回戦進出
- M-1グランプリ2005 3回戦進出
- M-1グランプリ2006 3回戦進出
- M-1グランプリ2007 2回戦進出
- M-1グランプリ2008 準決勝進出
- M-1グランプリ2009 準決勝進出
- M-1グランプリ2010 準決勝進出（予選 13位）
- M-1グランプリ2015 3回戦進出
- M-1グランプリ2016 3回戦進出
- M-1グランプリ2017 3回戦進出
- M-1グランプリ2018 3回戦進出
- M-1グランプリ2019 準々決勝進出[7]